# Céréale
« Céréales » redirige ici.  Pour les céréales de petit déjeuner, voir Céréales de petit déjeuner.
Pour des raisons techniques, il est temporairement impossible d'afficher le graphique qui aurait dû être présenté ici.

Production mondiale par types de céréales (année 2020, FAOSTAT)

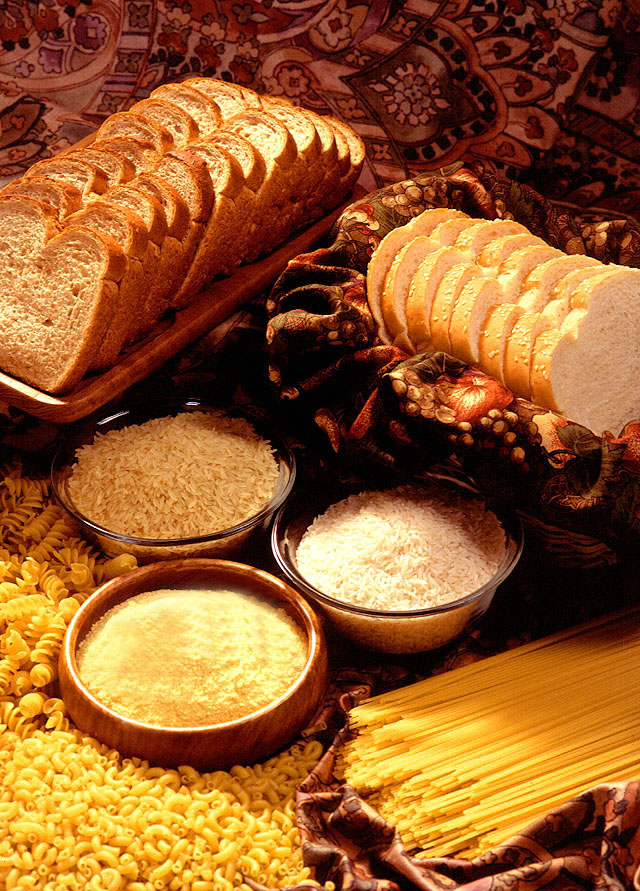
Quelques céréales alimentaires et produits dérivés : grains à cuisson, pain, pâtes alimentaires.

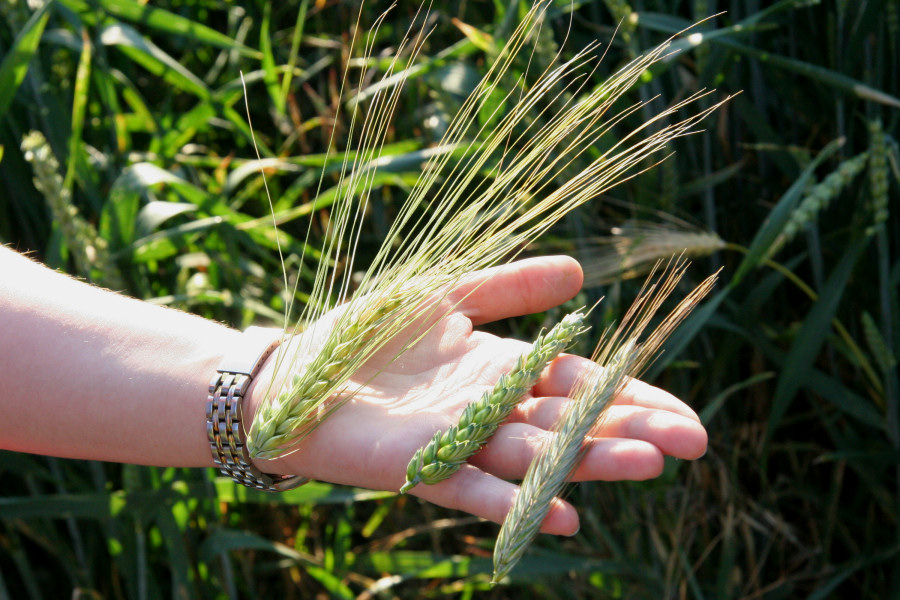
Épis d'orge, de blé et de seigle

Structure schématique d'un grain de blé (coupe longitudinale).

Les céréales sont des plantes monocotylédones de la famille des poacées (les graminées), sauvages ou cultivées, qui produisent des grains comestibles, utilisés principalement en alimentation humaine, souvent moulus sous forme de farine raffinée ou plus ou moins complète. Le terme « céréale » désigne aussi par métonymie le grain de ces plantes. Outre l'alimentation humaine, les céréales ont d'autres usages dans l'alimentation animale (sous forme de grains, de paille, de fourrage et d'ensilage), dans l'industrie (alcool éthylique, dérivés de l'amidon, biocarburants, matériaux de construction, etc.). La production mondiale de céréales s'est élevée en 2020 à environ 3 milliards de tonnes. Les cinq céréales principales, qui représentent près de 97 % du total, sont le maïs, le blé, le riz, l'orge, et le sorgho (par ordre de tonnage produit mondialement).
Certaines espèces dicotylédones appartenant à diverses familles, notamment les polygonacées et les amaranthacées, comme le sarrasin, le quinoa et l'amarante, produisent des graines ou des fruits amylacées dont l’usage est similaire à celui des grains de céréales en alimentation humaine. Ces plantes sont considérées comme des pseudo-céréales.
Au début du XXIe siècle, les céréales fournissent une grande partie (45 %) des calories alimentaires de l'humanité.
On appelle aussi « céréales à paille » les céréales susceptibles de fournir en plus du grain une tige (chaume) desséchée utilisable pour ses qualités propres : la paille. Ce sont principalement le blé, l'orge, le seigle, l'avoine et le riz.

## Histoire du mot
Au milieu du XVIIIe siècle, le mot céréale, relatif à Cérès, déesse romaine des moissons, a été adopté pour remplacer le mot « blés » qui, au pluriel, désignait l’ensemble des graines comestibles qu’on peut réduire en farine. Le terme avait commencé à se spécialiser, devenant ainsi ambigu ou imprécis. Les deux mots se distinguent par le fait que le mot « blés » incluait les légumineuses, alors que celui de « céréales » ne s’appliquait qu'aux seules graines de digestion facile, (non flatulente) — un emploi du mot qui peut se résumer dans la définition suivante :

« Sont des « semences céréales » les graines non « émulsives » (huileuses), de digestion aisée pour l'homme, donc non légumineuses. »

Cet emploi du mot, appartenant exclusivement au registre alimentaire, était indépendant des classifications botaniques, alors non stabilisées, et il s’est toujours appliqué au sarrasin. Certains botanistes identifièrent « céréales » avec « graminées », dans des classifications antérieures à celle de Linné dans lesquelles les « graminées » incluaient des dicotylédones. L’expression « pseudo-céréale » est forgée ultérieurement pour désigner des plantes qui ne ressemblent pas à des céréales, mais en ont toutes les qualités et usages. Les termes « céréales » et « pseudo-céréale » n'ont donc aucune valeur taxonomique.

## Botanique

### Taxinomie
Les céréales cultivées sont rattachées à quatre sous-familles des Poaceae, deux du clade BEP : les Pooideae (comprenant notamment avoine, blé, orge et seigle), et les Oryzoideae (riz et zizanie), et deux du clade PACMAD : les Panicoideae (maïs, sorgho, millet, fonio) et les Chloridoideae (teff, éleusine).

### Caractéristiques générales

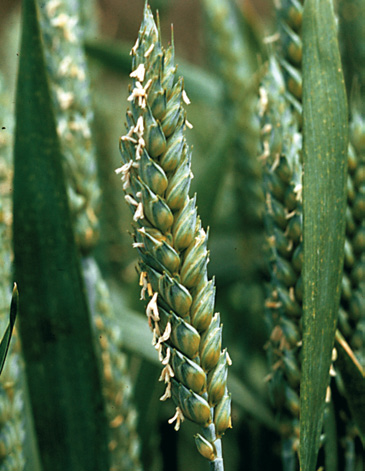
Épi de blé lors de l'anthèse.

Les céréales sont, comme de nombreuses graminées, des plantes herbacées annuelles. Certaines espèces, comme le riz et la zizanie, sont des plantes aquatiques. L'appareil végétatif présente un plateau de tallage d'où partent de nombreuses tiges (ou talles). Le nombre de talles est l'un des facteurs du rendement. Le maïs fait exception, il ne produit généralement qu'une seule tige. La tige des céréales est généralement creuse par résorption de la moelle centrale, sauf chez certaines espèces telles que le maïs et le sorgho. Les feuilles présentent un limbe étroit à nervures parallèles, une gaine ouverte et une ligule membraneuse, parfois réduite à une rangée de poils, à la jonction du limbe et de la gaine. La feuille présente parfois des stipules (ou oreillettes).
L'inflorescence est selon les espèces un épi (blé, orge, seigle) ou une panicule (riz, avoine). Dans les cas du maïs, plante monoïque, les fleurs femelles sont groupées dans un épi de forme particulière et les fleurs mâles dans une panicule terminale. L'inflorescence est composée d'épillets, inflorescences élémentaires comprenant 1 à 5 fleurs, protégées par une paire de glumes, et insérées directement sur l'axe de l'inflorescence dans le cas des épis, ou portées par des pédicelles dans le cas des panicules. Les fleurs, très simplifiées, sont adaptées à une pollinisation anémophile. Elles sont protégées par deux glumelles et comprennent un ovaire, portant 2 ou 3 stigmates plumeux, et trois (parfois six, par exemple chez le riz) étamines dont les anthères sont exsertes lors de l'anthèse.
Le fruit, ou grain, de forme ovale ou elliptique, plus ou moins allongée, est un caryopse, fruit sec indéhiscent contenant une seule graine (l'amande) dont le tégument est soudé au péricarpe. Chez certaines espèces, les glumes restent adhérentes au grain à maturité, on parle alors de céréales à grains « vêtus ». Le grain de céréales se compose essentiellement (80 à 90 % du total) de l'albumen riche en amidon, des enveloppes qui constituent le son et de l'embryon (à un seul cotylédon).

## Historique
L’apparition des céréales dans les écosystèmes date de 2,3 millions d’années (Ma) à en juger par des pollens anciens découverts à Acıgöl dans le Sud-Ouest de l’Anatolie.
La consommation de pain est attestée en Jordanie dès 14 500 ans. À Göbekli Tepe il y a 11 600 ans, une civilisation de chasseurs-cueilleurs consommait déjà du gruau et de la bouillie produits en grande quantité dans des cuves à partir de céréales sauvages,.
Leur domestication par les humains a joué un rôle décisif dans la révolution néolithique et le développement de l'agriculture.

### Influence sur l'histoire de l'humanité

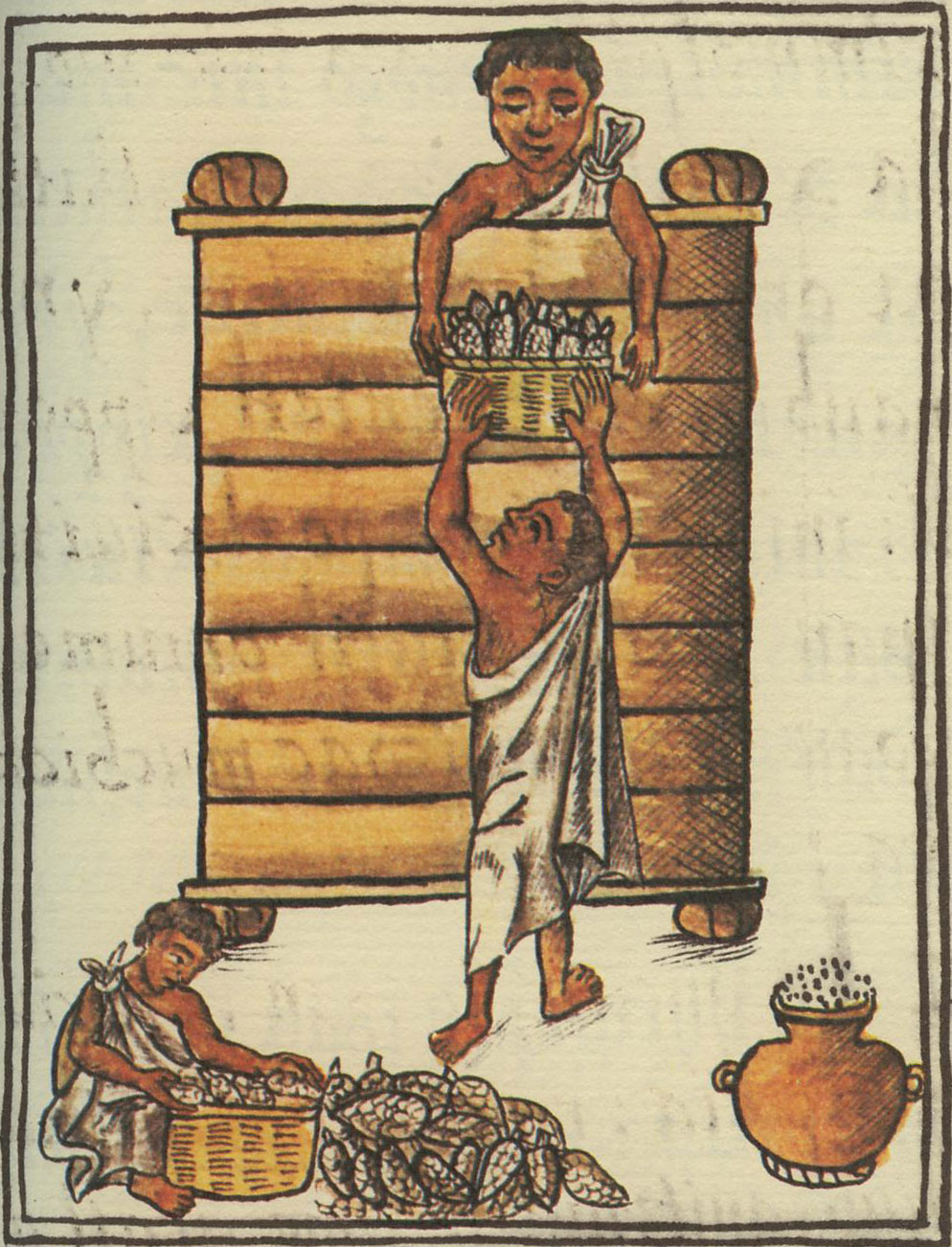
Mise en réserve du maïs par les Aztèques.

On considère que la culture des céréales a permis l'essor des grandes civilisations, car elle a constitué l'une des premières activités agricoles. En effet, en fournissant une alimentation régulière et abondante aux populations, les céréales ont permis l'organisation de sociétés plus denses et plus complexes. Ceci tient au fait que les rendements sont élevés, que la conservation des graines est aisée (un an et plus), ce qui permet la constitution de réserves et surtout que la composition des céréales complètes en glucides, lipides, protéines, fibres est relativement équilibrée, par exemple par rapport aux fruits secs qui contiennent très peu de protéines et de fibres. Enfin les graines de céréales ne contiennent généralement pas de facteurs antinutritionels ou toxiques, contrairement aux légumineuses, bien que ceux-ci aient été amoindris par la sélection et soient éliminés par des cuissons prolongées. Elles peuvent constituer la base de l'alimentation car un complément restreint en produits animaux ou graines de légumineuses et aliments frais suffit pour en faire une ration complète équilibrée.
C'est ainsi que les civilisations proche-orientales puis européennes se sont construites autour du blé, celles d'Extrême-Orient autour du millet en Chine, puis du riz (au sud) et du blé (au nord), celles d'Afrique sub-équatoriale autour du mil (qui regroupe en fait des genres différents) et celles des peuples amérindiens autour du maïs.
Ces céréales sont issues de plantes sauvages (graminées essentiellement) par domestication, c'est-à-dire par sélection et croisement (taxonomie du blé). À l'engrain a succédé l'amidonnier, puis l'épeautre, le blé dur et le blé tendre. De même, le maïs a été obtenu par domestication de la téosinte.

## Utilisation

### Alimentation humaine
En alimentation humaine, ce sont surtout le blé, le riz et secondairement le maïs, le seigle et le mil qui sont utilisés aujourd'hui. L'orge est utilisée pour la fabrication du malt, ingrédient de base de la brasserie.
Certaines céréales secondaires comme l'épeautre, le seigle ou l'avoine sont remises au goût du jour avec l'agriculture biologique et les agricultures de conservation. Le marché des pseudo-céréales comme le quinoa, qui est cultivé traditionnellement en Amérique du Sud, est en expansion, notamment du fait de l'absence de gluten dans leur composition.
- Principales formes de consommation des céréales :
  - en grains avant maturité : maïs doux, épeautre vert, frikeh ou farik (blé dur vert, voir Freekeh) ;
  - en grains à maturité : toutes les céréales; pour être plus digestes ou de consommation plus agréable, les grains peuvent être trempés (le maïs trempé dans de l'eau de chaux est appelé nixtamal), torréfiés, grillés (pop-corn par exemple). Le boulghour est du blé dur, trempé (parfois malté), précuit puis séché et concassé comme une semoule ;
  - les grains non maltés, brassés, donnent des moûts recherchés pour la fabrication de boissons fermentées comme la cervoise, le huangjiu et les autres vins de céréales, et après distillation, de la vodka, du saké ou du Tennessee whiskey ou après fermentation acétique, des vinaigres (vinaigre de riz) ;
  - malt : grains d'orge ou de blé germés. Surtout brassé et fermenté (bière, whisky), ce malt torréfié ou non est utilisé en farine comme adjuvant alimentaire ; le malt d'orge torréfié est consommé comme boisson (café de malt) ; les grains de sorgho ou de mil germés et fermentés donnent le dolo (bière ou vin de sorgho et/ou de mil), les grains de maïs germés et fermentés la chicha ;
  - gruau : grains mondés et écrasés ; le gruau en bouillie est probablement la première forme d'utilisation importante des céréales :
  - farine : grains moulus et tamisés, pour la boulangerie (pain, galettes), la pâtisserie, la biscuiterie, la viennoiserie, et les préparations culinaires ;
  - farine fermentée : levain panaire, pain au levain, kvas (boisson légèrement fermentée traditionnellement à base de pain séché et de levain), adjuvant alimentaire ;
  - son : additif pour le pain ou les aliments diététiques, fabrication du borș , condiment liquide roumain fermenté au levain ;
  - semoule (farine de mouture grossière) : blé dur (couscous, pâtes alimentaires), maïs (polenta), fonio ;

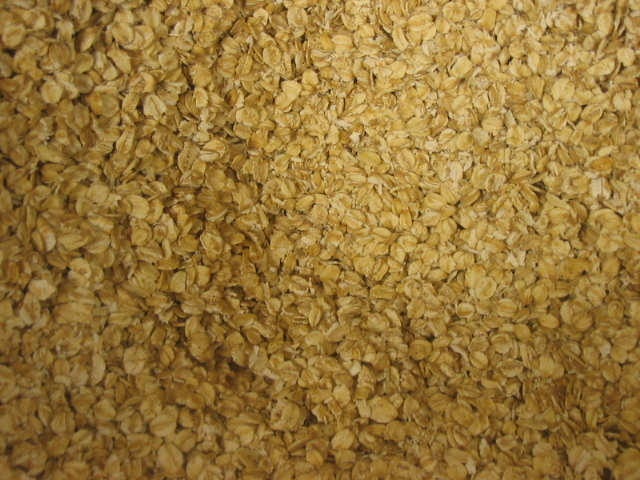
Avoine à porridge avant cuisson

  - Avoine à porridge avant cuissonbouillie : avoine (gruau ou porridge : bouillie d'origine écossaise traditionnelle au petit-déjeuner) ;
  - flocons : avoine, maïs, riz ;
  - pâtes alimentaires : blé dur, blé tendre, seigle, épeautre, riz ;
  - les composants des grains après séparation (industrie de l'amidonnerie) : amidons, glutens, huiles de germes et sons ainsi que les sucres dérivés de l'amidon sont aujourd'hui intensément utilisés par l'industrie alimentaire. Le gluten est aussi consommé comme un aliment en soi (seitan) ;
  - laits végétaux (ou jus) et dérivés (yaourts, kéfir): le lait de riz et le lait d'avoine sont les plus courants des laits de céréales. Toutefois, ces appellations ne sont pas reconnues pour un usage commercial (Union européenne, Suisse, Canada) en ce qui concerne les produits fabriqués à partir de végétaux et en particulier de céréales[13]. L'appellation commerciale « lait » est réservée aux produits animaux.

### Alimentation animale

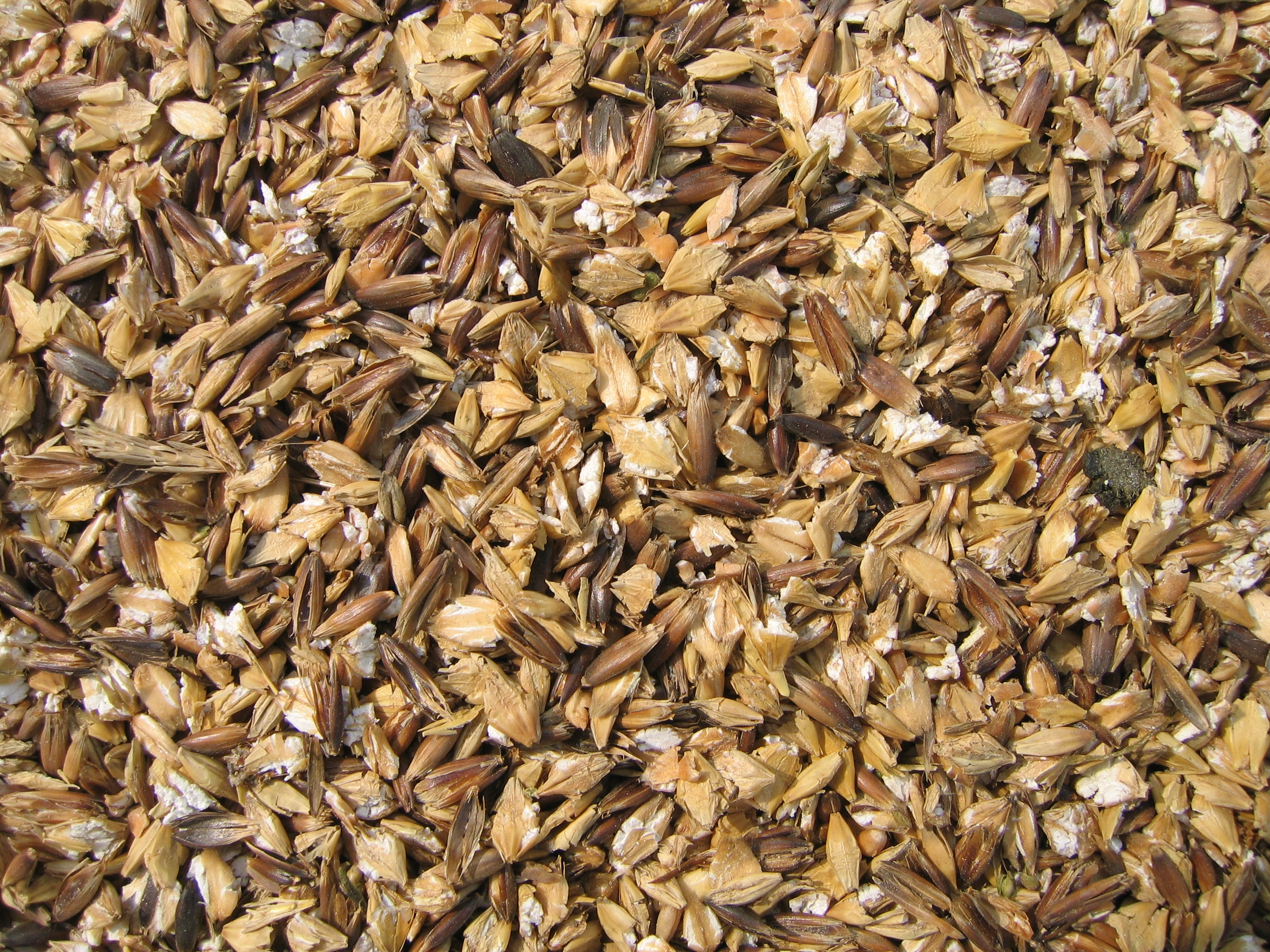
Céréales aplaties employées comme nourriture pour le bétail

Une grande partie de la production mondiale est destinée à l'alimentation des animaux d'élevage : pour les pays développés, 56 % de la consommation de céréales sont destinés à nourrir le bétail, 23 % dans les pays en voie de développement. Mondialement, 37 % de la production de céréales est destinée à nourrir les animaux d'élevages.
En alimentation animale, pratiquement toutes les céréales sont utilisées, même le blé traditionnellement réservé à l'homme, sous diverses formes :
- graines entières ;
- farines et graines aplaties incorporées dans les aliments concentrés (on disait autrefois « provendes ») et autres aliments industriels ; les graines et farines de céréales pour les ruminants sont classées parmi les aliments concentrés, par opposition aux fourrages grossiers peu énergétiques ;
- plantes entières récoltées avant maturité, en frais mais plus souvent sous forme d'ensilage : maïs, sorgho, triticale, avoine et méteils (avoine-pois fourrager par exemple).

En plus des graines et du fourrage, certaines céréales, les céréales à paille, fournissent de la paille : blé, seigle, orge, riz, avoine, mil, triticale, épeautre, engrain. Cette paille est parfois utilisée aussi pour l'alimentation des ruminants, notamment comme correcteur d'encombrement ou en cas de pénurie d'aliments en association avec des mélanges mélasse+urée. Il existe des filières de valorisation de la paille, assistées au niveau de la recherche comme les autres filières céréales en France par l'institut Arvalis et l'INRA.

### Usages industriels
Dans l'industrie dite « Industrie du grain » au Québec ou « industrie céréalière » en France, on retrouve principalement les usages suivants des céréales :
- production d'aliments par l'industrie alimentaire (dont pour l'alimentation animale) ;
- dérivés de l'amidon, sirops, dextrose, dextrine, polyols… issus principalement du maïs, et utilisés par l'industrie papetière, la pharmacie et divers autres secteurs industriels ;
- production d'alcool éthylique et de boissons alcoolisées par fermentation et distillation : aquavit, bière, gin, saké, vodka, whisky, etc. ;
- production d'agrocarburants, avec des usages concurrentiels à la production de nourriture et pour les élevages (volailles, porcs...)[18], des risques de spéculation financière sur les céréales[19] et un écobilan ou un bilan de gaz à effet de serre encore discutés (variant beaucoup selon le contrent et la méthode retenue pour produire son analyse du cycle de vie[20].
La paille et les rafles de maïs (épis égrenés), peuvent être traités pour produire du méthane (ou de l'éthanol)[réf. nécessaire], utilisable comme biocarburant ;
- la paille, souvent enfouie après la moisson ou utilisée comme litière est utilisée par certaines industries (construction, ameublement, champignonnières).

## Valeur nutritionnelle

### Composition des grains de céréales
Les grains de céréales sont des aliments riches en glucides qui contiennent principalement de l'amidon (60 % à 75 % du poids des grains) , mais également des sucres libres (de 1 à 2 %), principalement sous forme de saccharose, et à très faibles concentrations de maltose, fructose et glucose. L'amidon, contenu dans des granules (amyloplastes) dans l'endosperme, se présente sous forme d'amylose ou d'amylopectine. En général, l'amylose représente environ 25 % de l'amidon total, le ratio amylose/amylopectine variant selon les espèces et variétés de céréales. Chez les céréales dites « cireuses » (comme les riz gluants ou les maïs cireux) l'amylopectine est largement majoritaire.
Une partie de l'amidon des céréales, dit « amidon résistant », n'est pas absorbée au cours de la digestion, à la manière des fibres alimentaires.
La teneur en protéines des céréales est relativement faible (entre 6 et 15 % selon les espèces). Cette teneur est la plus faible chez le riz, l'orge et l'éleusine, et la plus élevée chez le blé, l'avoine, le mil à chandelle et le millet commun. Cependant, elle peut varier considérablement, et des écarts importants sont observés entre des cultures de la même espèce. Les principales protéines de stockage sont les gliadines chez le blé, les gluténines chez le blé, le riz et l'orge, la prolamine chez le maïs, les hordéines chez l'orge, et des albumines et globulines chez l'avoine. Ces protéines contiennent de nombreux acides aminés mais sont généralement carencées en lysine qui est le facteur limitant chez la plupart des céréales, sauf chez le seigle et certains millets où le facteur limitant est le tryptophane. Cependant, il existe des variations entre les céréales : chez l'avoine, le riz et l'éleusine, la carence en lysine est marginale, alors qu'elle est plus marquée chez le sorgho, le maïs et les autres millets. Certaines espèces et cultivars de céréales, notamment le riz, le seigle, l'orge et les cultivars riches en lysine, ont une teneur plus élevée en lysine.
Les grains de céréales ont une teneur minime en lipides, variant de 1 à 3 % (par rapport à la matière sèche) chez l'orge, le riz, le seigle et le blé, de 5 à 9 % chez le maïs et jusqu'à 10 % chez l'avoine.
Ces lipides proviennent principalement du germe. Ils sont riches en acide linoléique (acide gras essentiel). On peut extraire de l'huile végétale de certaines céréales (par ex. huile de germe de blé, huile de maïs, huile de son de riz).
Ils contiennent également des vitamines et des sels minéraux.
| Analyse nutritionnelle de différentes céréales (pour 100 g)[réf. nécessaire] | Analyse nutritionnelle de différentes céréales (pour 100 g)[réf. nécessaire] | Analyse nutritionnelle de différentes céréales (pour 100 g)[réf. nécessaire] | Analyse nutritionnelle de différentes céréales (pour 100 g)[réf. nécessaire] | Analyse nutritionnelle de différentes céréales (pour 100 g)[réf. nécessaire] | Analyse nutritionnelle de différentes céréales (pour 100 g)[réf. nécessaire] | Analyse nutritionnelle de différentes céréales (pour 100 g)[réf. nécessaire] | Analyse nutritionnelle de différentes céréales (pour 100 g)[réf. nécessaire] | Analyse nutritionnelle de différentes céréales (pour 100 g)[réf. nécessaire] | Analyse nutritionnelle de différentes céréales (pour 100 g)[réf. nécessaire] | Analyse nutritionnelle de différentes céréales (pour 100 g)[réf. nécessaire] | Analyse nutritionnelle de différentes céréales (pour 100 g)[réf. nécessaire] | Analyse nutritionnelle de différentes céréales (pour 100 g)[réf. nécessaire] | Analyse nutritionnelle de différentes céréales (pour 100 g)[réf. nécessaire] | Analyse nutritionnelle de différentes céréales (pour 100 g)[réf. nécessaire] |
| Max Min                                                                      | Énergie (kJ)                                                                 | Protéine (g)                                                                 | Lipide (g)                                                                   | Glucide (g)                                                                  | Calcium (mg)                                                                 | Fer (mg)                                                                     | Potassium (mg)                                                               | Magnésium (mg)                                                               | Vitamines                                                                    | Vitamines                                                                    | Vitamines                                                                    | Vitamines                                                                    | Vitamines                                                                    | Vitamines                                                                    |
| Max Min                                                                      | Énergie (kJ)                                                                 | Protéine (g)                                                                 | Lipide (g)                                                                   | Glucide (g)                                                                  | Calcium (mg)                                                                 | Fer (mg)                                                                     | Potassium (mg)                                                               | Magnésium (mg)                                                               | B1 (mg)                                                                      | B2 (mg)                                                                      | B6 (mg)                                                                      | E (mg)                                                                       | Acide folique (mg)                                                           | B3 (mg)                                                                      |
| ---------------------------------------------------------------------------- | ---------------------------------------------------------------------------- | ---------------------------------------------------------------------------- | ---------------------------------------------------------------------------- | ---------------------------------------------------------------------------- | ---------------------------------------------------------------------------- | ---------------------------------------------------------------------------- | ---------------------------------------------------------------------------- | ---------------------------------------------------------------------------- | ---------------------------------------------------------------------------- | ---------------------------------------------------------------------------- | ---------------------------------------------------------------------------- | ---------------------------------------------------------------------------- | ---------------------------------------------------------------------------- | ---------------------------------------------------------------------------- |
| Épeautre                                                                     | 1340                                                                         | 11,5                                                                         | 2,7                                                                          | 69,0                                                                         | 22                                                                           | 4,2                                                                          | 447                                                                          | 130                                                                          | 0,40                                                                         | 0,15                                                                         | 0,27                                                                         | 1,6                                                                          | 0,03                                                                         | 6,9                                                                          |
| Orge                                                                         | 1331                                                                         | 11,0                                                                         | 2,1                                                                          | 72,0                                                                         | 38                                                                           | 2,8                                                                          | 444                                                                          | 119                                                                          | 0,43                                                                         | 0,18                                                                         | 0,56                                                                         | 0,67                                                                         | 0,065                                                                        | 4,8                                                                          |
| Avoine                                                                       | 1530                                                                         | 12,5                                                                         | 7,1                                                                          | 63,0                                                                         | 79,6                                                                         | 5,8                                                                          | 355                                                                          | 129                                                                          | 0,52                                                                         | 0,17                                                                         | 0,75                                                                         | 0,84                                                                         | 0,033                                                                        | 1,8                                                                          |
| Millet                                                                       | 1510                                                                         | 10,5                                                                         | 3,9                                                                          | 71,0                                                                         | 25                                                                           | 9,0                                                                          | 215                                                                          | 170                                                                          | 0,46                                                                         | 0,14                                                                         | 0,75                                                                         | 0,1                                                                          | 0,01                                                                         | 4,8                                                                          |
| Maïs                                                                         | 1498                                                                         | 9,0                                                                          | 3,8                                                                          | 71,0                                                                         | 15                                                                           | 1,5                                                                          | 330                                                                          | 120                                                                          | 0,36                                                                         | 0,20                                                                         | 0,40                                                                         | 2,0                                                                          | 0,026                                                                        | 1,5                                                                          |
| Riz                                                                          | 1492                                                                         | 7,5                                                                          | 2,2                                                                          | 75,5                                                                         | 23                                                                           | 2,6                                                                          | 150                                                                          | 157                                                                          | 0,41                                                                         | 0,09                                                                         | 0,67                                                                         | 0,74                                                                         | 0,016                                                                        | 5,2                                                                          |
| Seigle                                                                       | 1323                                                                         | 8,8                                                                          | 1,7                                                                          | 69,0                                                                         | 64                                                                           | 5,1                                                                          | 530                                                                          | 140                                                                          | 0,35                                                                         | 0,17                                                                         | 0,29                                                                         | 2,0                                                                          | 0,14                                                                         | 1,8                                                                          |
| Blé                                                                          | 1342                                                                         | 11,5                                                                         | 2,0                                                                          | 70,0                                                                         | 43,7                                                                         | 3,3                                                                          | 502                                                                          | 173                                                                          | 0,48                                                                         | 0,24                                                                         | 0,44                                                                         | 1,35                                                                         | 0,09                                                                         | 5,1                                                                          |

La graine est entourée d'une cuticule essentiellement constituée de cellulose, le son.
Les céréales sont surtout intéressantes pour leur apport énergétique, sous forme de sucres lents. Elles sont aussi une source de vitamines et de fibres alimentaires. Leurs protéines manquent de certains acides aminés essentiels, comme la lysine ou le tryptophane. Certaines céréales contiennent une protéine particulière, le gluten, qui permet d'en faire du pain. On les appelle céréales panifiables : ce sont, les différentes variétés de blé comme le froment et l'épeautre, et le seigle.

### Aspects sanitaires
La consommation de riz décortiqué (riz blanc) peut provoquer une carence en vitamine B1 ou thiamine, cause, en l'absence de complément alimentaire, du béribéri. La consommation excessive de maïs, qui n'a pas subi le processus de nixtamalisation, peut conduire à une carence en vitamine PP, cause de la pellagre. Chez certaines personnes prédisposées, le gluten peut provoquer la maladie cœliaque, qui entraîne une atrophie de la muqueuse intestinale.
En ce qui concerne la sécurité sanitaire, la pulpe, le germe ou la cuticule externe des céréales peuvent parfois être contaminées par des microbes, des champignons capables de sécréter des toxines (mycotoxines en particulier) ou par des produits chimiques (dont résidus de pesticides) qui font, de manière plus ou moins fréquente et approfondie selon les pays, l'objet de contrôles.

## Importance économique
Les données ci-après, issues de publications de la FAO, sur la production de céréales ne concernent que la production de grains secs. Elles excluent donc les céréales récoltées sous forme de foin sec ou vertes (avant maturité) pour l'alimentation humaine ou animale (fourrage, ensilage, ou données aux animaux sous forme de pâturage), ainsi que l'autoconsommation dans les exploitations agricoles. Ces données sont classées en 13 catégories de céréales (alpiste, avoine, blé, fonio, maïs, mils, orge, riz paddy, seigle, sorgho, triticale et céréales mélangées et céréales nda) et incluent deux pseudo-céréales (quinoa et sarrasin).
|                  | 2019/20              | 2020/21 (estimation) | 2021/22 (prévision) |
|                  | (millions de tonnes) |                      |                     |
| Production       | 2712                 | 2777                 | 2799                |
| Disponibilité    | 3544                 | 3601                 | 3630                |
| Utilisation      | 2712                 | 2761                 | 2789                |
| Commerce         | 439                  | 479                  | 469                 |
| Stock de clôture | 824                  | 831                  | 851                 |

La production annuelle mondiale de céréales a culminé depuis la campagne 2015/2016 à environ 3000 millions de tonnes (2940 en 2016, 3022 en 2017, 2965 en 2018) alors qu'elle stagnait à environ 2000 millions de tonnes dans les années 2000/2003. Elle devrait atteindre 3 054 millions de tonnes en 2029 selon les prévisions établies par l'OCDE et la FAO.
Selon les estimations de la FAO sur le marché mondial des céréales pour l'exercice 2020/2021, la production s'est élevée à 2 777 millions de tonnes et la disponibilité totale (production + stocks) à 3 601 millions de tonnes. Les cultures de céréales s'étendaient sur 723 millions d’hectares dans le monde, soit 52 % des terres arables, 14 % de la surface agricole mondiale et 5 % des terres émergées du monde. Les échanges commerciaux, au cours de la campagne commerciale, allant de juillet 2020 à juin 2021, dans le cas du blé et des céréales secondaires (orge, avoine, seigle, sorgho et millet), et de la campagne commerciale allant de janvier à décembre pour le riz, se sont élevées à 479 millions de tonnes (soit 17,2 % de la production annuelle). Le stock de clôture est de 831 millions de tonnes (soit 30,1 % de l'utilisation annuelle).
Pour la campagne 2002/2003, la récolte mondiale de céréales s'est élevée à 2 064 millions de tonnes, ce qui représente une moyenne brute de 344 kg par habitant et par an (pour 6 milliards d'habitants au total), dont 155 kg pour les céréales destinées à l'alimentation humaine.
| Source FAOSTAT        | Superficie cultivée | Rendement | Production |
| Année 2020            | (106 ha)            | (q/ha)    | (106 t)    |
| Maïs                  | 202,0               | 57,5      | 1162,4     |
| Blé                   | 219,0               | 34,7      | 760,9      |
| Riz paddy             | 164,2               | 46,1      | 756,7      |
| Orge                  | 51,6                | 30,4      | 157,0      |
| Sorgho                | 40,3                | 14,6      | 58,7       |
| Mils                  | 32,1                | 9,5       | 30,5       |
| Avoine                | 9,8                 | 25,8      | 25,2       |
| Triticale             | 3,8                 | 40,3      | 15,4       |
| Seigle                | 4,4                 | 33,8      | 15,0       |
| Fonio                 | 1,0                 | 7,7       | 0,7        |
| Ensemble des céréales | 736,0               | 40,3      | 2996,1     |

Le tonnage du riz paddy est proche de celui du blé, mais ce chiffre est surestimé dans la mesure où le riz paddy, non décortiqué, voit sa masse réduite de 25 % en moyenne après le décorticage qui conduit au riz complet, tandis que le blé, qui est un grain nu ne nécessite pas de décorticage.

### Production de céréales dans le monde
| Rang | Pays       | Production (en milliers de tonnes) | Rang | Pays       | Production (en milliers de tonnes) |
| ---- | ---------- | ---------------------------------- | ---- | ---------- | ---------------------------------- |
| 1    | Chine      | 427 613                            | 9    | Allemagne  | 45 995                             |
| 2    | États-Unis | 366 516                            | 10   | Bangladesh | 41 586                             |
| 3    | Inde       | 235 913                            | 11   | Argentine  | 40 998                             |
| 4    | Russie     | 76 420                             | 12   | Australie  | 39 860                             |
| 5    | Indonésie  | 65 998                             | 13   | Viêt Nam   | 39 841                             |
| 6    | France     | 64 130                             | 14   | Ukraine    | 37 321                             |
| 7    | Brésil     | 55 724                             | 15   | Turquie    | 34 570                             |
| 8    | Canada     | 50 363                             |      | Monde      | 2 239 400                          |

### Commerce des céréales
| Rang | Pays         | Importations (en milliers de tonnes) | Rang | Pays        | Exportations (en milliers de tonnes) |
| ---- | ------------ | ------------------------------------ | ---- | ----------- | ------------------------------------ |
| 1    | Japon        | 26 605,4                             | 1    | États-Unis  | 82 204,1                             |
| 2    | Mexique      | 14 092,1                             | 2    | France      | 27 937,0                             |
| 3    | Corée du Sud | 13 388,8                             | 3    | Argentine   | 19 583,6                             |
| 4    | Espagne      | 12 299,7                             | 4    | Australie   | 19 343,6                             |
| 5    | Égypte       | 10 322,3                             | 5    | Chine       | 15 014,5                             |
| 6    | Italie       | 9 803,1                              | 6    | Canada      | 14 665,8                             |
| 7    | Chine        | 9 430,9                              | 7    | Russie      | 13 532,0                             |
| 8    | Algérie      | 8 610,9                              | 8    | Ukraine     | 12 175,2                             |
| 9    | Indonésie    | 7 927,2                              | 9    | Allemagne   | 10 959,3                             |
| 10   | Brésil       | 7 809,2                              | 10   | Inde        | 9 569,9                              |
| 11   | Pays-Bas     | 7 759,8                              | 11   | Thaïlande   | 7 538,4                              |
|      | Total monde  | 276 893,9                            |      | Total monde | 279 557,0                            |

Les principaux exportateurs de céréales sont l'Argentine, l'Australie, le Canada, les États-Unis et l'Union européenne ; les principaux exportateurs de riz sont les États-Unis, l'Inde, le Pakistan, la Thaïlande et le Viêt Nam.

### Importance économique en France
En France en 2021, les cultures de céréales s'étendaient sur 8,91 millions d’hectares, soit la moitié du sol labourable français, pour une production de 57,5 millions de tonnes. Elles étaient cultivées par 54 % des exploitations agricoles, soit un total de 245 000.
Utilisation de la production en 2021 dont le total est de 57,6 Millions de tonnes (dont blé tendre : 29.2 Mt) :  
Stockées et consommées à la ferme : 6,6 Mt (blé tendre : 2,1 Mt) 
- Marché français : 26,7 Mt (blé tendre : 14.9 Mt) dont 
  - Alimentation humaine : 6,5 Mt (meunerie : 4.5 Mt, amidonnerie : 0.6 Mt, semoulerie de blé dur, Malterie : 0,3      Mt  semoulerie de maïs : 0,1 Mt)
  - Bioéthanol : 2,1 Mt
  - Autres industries : 2,8 Mt
  - Aliments animaux : 9,7 Mt (Volailles : 5 Mt Porcs : 2,7 Mt Bovins, ovins, caprins : 1,7 Mt Autres : 0,3 Mt)
  - Exportations de produits transformés : 4,9 Mt (en équivalents grains)

- Exportation de grain : 24,6 Mt (blé tendre: 13.6 Mt)

40 000 entreprises collectent, stockent ou transforment les céréales. La France est le deuxième exportateur mondial de céréales avec 24,8 millions de tonnes, soit 43,2 % de la production. Les céréales contribuent à la balance commerciale à hauteur de 9 milliards d’euros en moyenne chaque année.

## Principales céréales

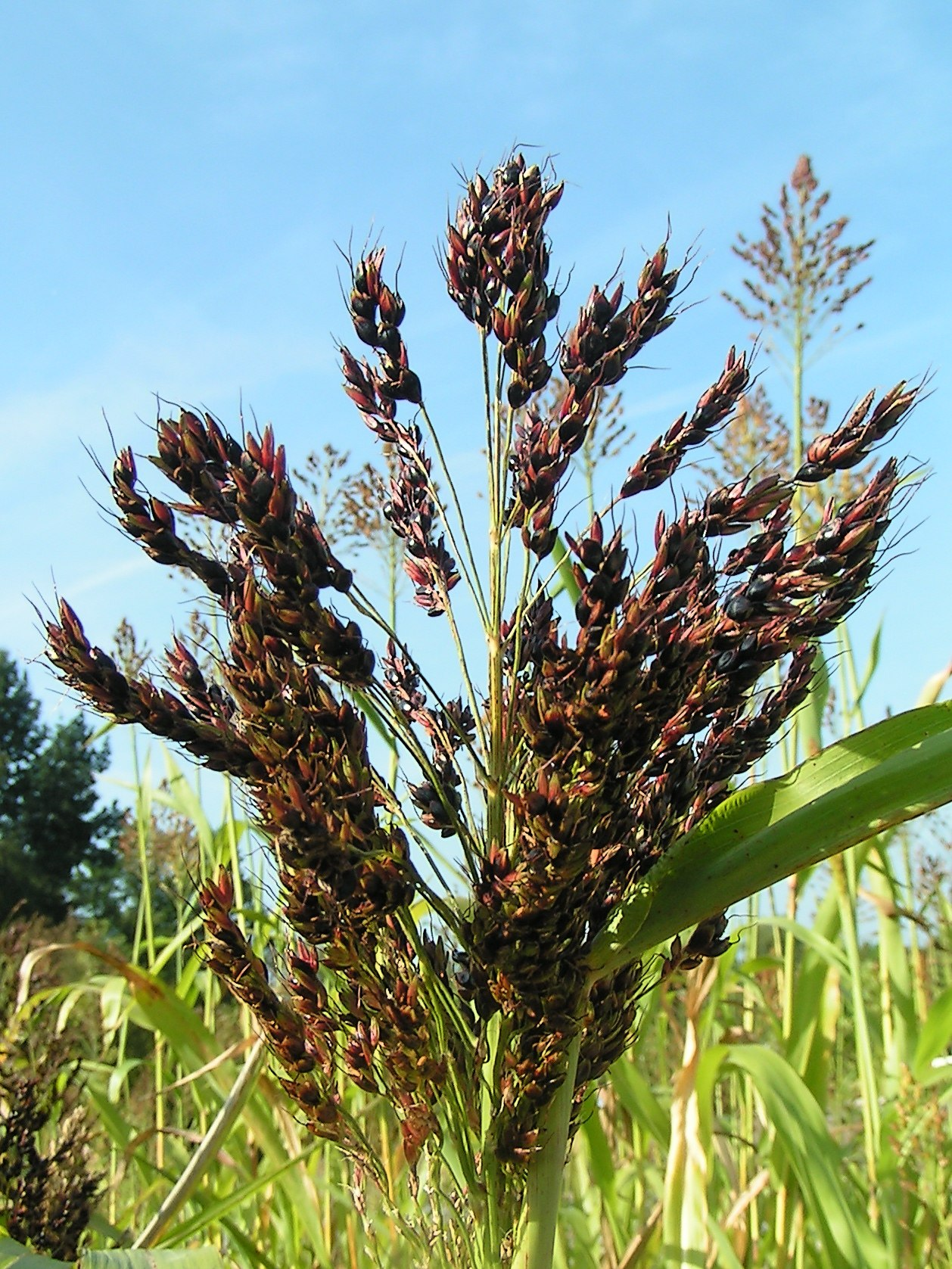
Panicule de sorgho (Sorghum bicolor)

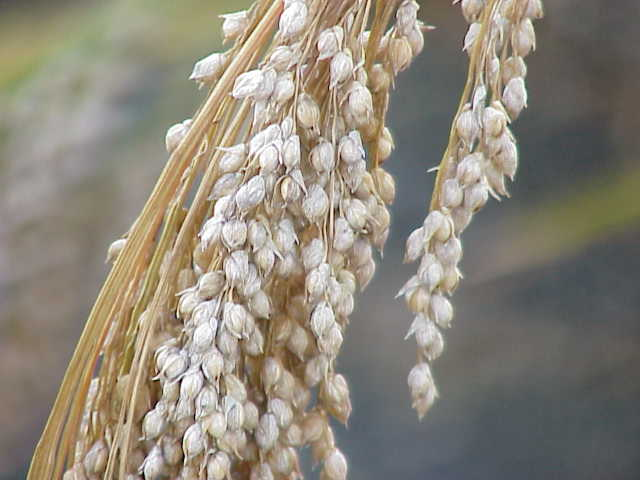
Panicule de millet commun (panicum milliaceum) à maturité

Les cinq céréales les plus cultivées dans le monde, selon les tonnages de grains produits, sont dans l'ordre le maïs, le blé, le riz, l’orge et le sorgho.
Le maïs, appelé aussi « blé d’Inde », est une culture en progression aux multiples débouchés (alimentation humaine et animale, industrie agro-alimentaire, agrocarburants).
Le blé regroupe essentiellement le blé tendre, appelé aussi « froment » (Triticum aestivum) et le blé dur (Triticum durum). On cultive également diverses variétés anciennes, notamment l'amidonnier (Triticum dicoccum), le blé poulard (Triticum turgidum), l'engrain (Triticum monococcum), l'épeautre (Triticum spelta), appelé aussi « blé des Gaulois » et le blé khorasan (Kamut) (Triticum turgidum ssp. turanicum).
Le Riz cultivé est essentiellement le riz asiatique(Oryza sativa). Le riz blanc est une préparation pour la consommation humaine.
Le riz africain ou riz de Casamance (Oryza glaberrima) est une production africaine marginale. Le Riz sauvage (Zizania palustris) représente aussi une production confidentielle.
L'orge (Hordeum vulgare). L'orge perlé et l'orge mondé sont des préparations pour la consommation humaine.
Le sorgho (Sorghum bicolor), utilisé principalement en alimentation animale.
On cultive également les céréales et pseudo-céréales suivantes :
- Alpiste des Canaries (Phalaris canariensis)
- Avoine (Avena sativa)
- Mils ou millets : millet commun (Panicum miliaceum), Panis ou millet des oiseaux (Setaria italica), millet japonais (Echinochloa frumentacea), mil à chandelle (Pennisetum glaucum) ou petit mil, larmier de Job ou coix (Coix lacryma-jobi), éleusine cultivée (Eleusine coracana L.), fonio (Digitaria exilis), teff (Eragrostis tef).
- Seigle (Secale cereale)
- Triticale (Triticosecale)

Ne rentrent pas dans le propos de cet article les pseudo-céréales :
- Quinoa (Chenopodium quinoa), pseudo-céréale de la famille des Amaranthaceae.
- Sarrasin (Fagopyrum esculentum), pseudo-céréale de la famille des Polygonaceae.

## Histoire de la céréaliculture
Les céréales ont pu cependant être utilisées dans l'alimentation avant d'être cultivées.

### Révolution néolithique (10 000 ansav. J.-C.)
Les débuts de l'agriculture dateraient seulement d'il y a 11 000 ans lorsque le Néolithique révolutionne l'alimentation de l'humanité.

### Moyen Âge
Avec l'essor agricole du début du XIe siècle, la surface des terres céréalières s'accroît en Europe occidentale : ce phénomène progressif s'appelle la « céréalisation ». Par contre-coup, les superficies utilisées pour l'élevage tendent à diminuer en valeur relative. Il existe plusieurs sortes de céréales, cultivées sur un même terroir. Les documents médiévaux évoquent les « blés » (bleds) : ce terme générique recouvre en réalité un éventail de diverses céréales : il peut désigner le froment, mais aussi l'épeautre, l'orge, l'avoine ou le millet. Ces « blés » sont de qualité inégale : le blé dur s'oppose au blé tendre (froment) ; le blé blanc désigne le froment, le blé noir, le sarrasin. On cultive aussi du méteil, mélange de céréales (froment et seigle) car les techniques de séparation sont rudimentaires. Les céréales que nous consommons aujourd'hui sont devenues très différentes. La préparation des céréales nécessite l'existence de meules installées dans les maisons paysannes. Au Moyen Âge classique, l'usage du moulin seigneurial, généralement obligatoire, est un monopole économique. Il donne lieu au versement d'une taxe au seigneur banal.
- Le blé dur plus résistant à la sécheresse est très cultivé dans les régions méditerranéennes.
- Le froment : blé semé en automne et moissonné en été, le froment est la céréale la plus cultivée dans les régions tempérées au Moyen Âge classique. Il a remplacé progressivement l'épeautre usuel à l'époque carolingienne. Le froment est la céréale noble par excellence : il donnait un pain de grande qualité et servait à la préparation des hosties[35].
- L'avoine : tout comme le froment, il s'agit d'une céréale dont la progression s'explique par le développement de l'élevage, notamment des chevaux. Avec l'essor de la chevalerie aux XIe et XIIIe siècles, les besoins en avoine augmentent. Le ravitaillement constitue une problématique essentielle lors des périodes de guerre. Enfin, n'oublions pas que le cheval est également utilisé pour sa force de traction. Dans le nord de la France, il est de plus en plus employé pour les opérations de labour. L'avoine est consommée sous forme de bouillie. Céréale peu exigeante, elle ne pousse guère en milieu méditerranéen où les printemps sont trop secs[36].
- L'orge est une céréale d'hiver, même s'il arrive qu'elle soit semée au printemps dans les régions méditerranéennes. Elle entre dans la fabrication de la bière et de la cervoise. Elle est donnée aux bestiaux et peut être panifiée avec du froment. Son importance relative tend à diminuer au cours du Moyen Âge.
- Le seigle est semé en hiver et est cultivé surtout en montagne et dans les régions froides. Sa farine permet de produire un pain noir de qualité médiocre, c'est la principale céréale panifiable à l'Est de l'Elbe.
- Le millet (graminée) est une céréale de printemps et peut être plantée en rattrapage jusqu'en mai / juin.
- Le méteil désigne le mélange de deux céréales (froment et seigle ou avoine) cultivées sur une même parcelle.
- Le riz est cultivé dans les zones humides d'Espagne et d'Italie à la fin du Moyen Âge. On le retrouve sur les marchés des foires de Champagne[37].

### Amérique
Le quinoa, l’amarante (plante) et le maïs, de leur côté, tirent leur origine d’Amérique Centrale et/ou du Sud.

### Asie
Une grande partie des céréales cultivées mondialement proviennent de l’Asie. En effet, le blé, l’avoine, l’orge, le riz et le seigle font partie des céréales qui sont originaires de ce continent.

### Afrique
Parmi les céréales africaines, le fonio, Digitaria exilis, est considérée comme la plus ancienne graminée cultivée du Sénégal au Tchad. Ses particularités méritent d'être signalées : elle est de petite taille (80 cm) ; sa graine également petite mais riche en méthionine et cystine, elle est plus riche en calcium et en éléments insulino-sécréteurs. Malgré de faibles rendements (600 à 700 kg/ha), le fonio est une culture de bonne garantie de récolte, du fait de son peu d’exigence et son adaptation aux conditions difficiles. C’est la sécurité alimentaire de bon nombre d’Africains, première récoltée avec les variétés à cycle court et dernière dans le grenier grâce à sa graine résistante à toutes les agressions.

## Culture

### Caractéristiques agronomiques
On distingue trois types de céréales selon le moment du semis :
- les céréales d'hiver : généralement semées à l'automne, elles ont besoin de végéter au froid en hiver (vernalisation) pour pouvoir monter et accomplir ainsi tout leur cycle végétatif. Si on les sème au printemps elles tallent abondamment, gazonnent mais ne montent pas.
- les céréales de printemps : semées au printemps, elles peuvent monter et accomplir normalement leur cycle végétatif.
- les céréales alternatives qui peuvent encore monter en semis de fin d'hiver à début printemps et accomplir normalement leur cycle végétatif.

Ces modes de développement correspondent donc à des besoins climatiques particuliers, à l'égard de la température et de la photopériode.
Les céréales d'hiver ont en général un potentiel de production plus élevé que les céréales de printemps.
Les plantes « adventices » qui accompagnent les céréales à paille sont dites messicoles.

### Maladies et ravageurs

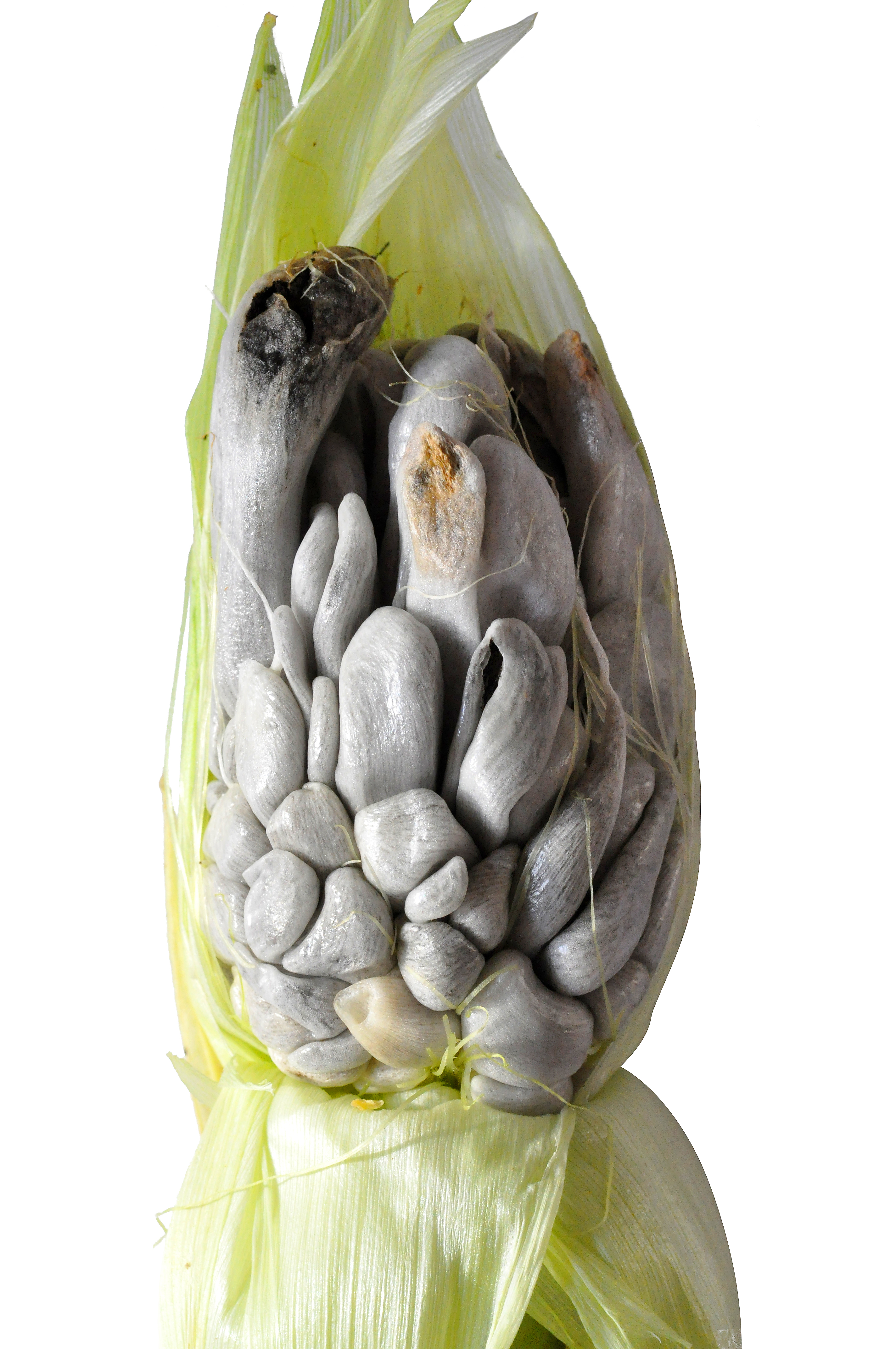
Le huitlacoche, épi de maïs affecté par le charbon, est au Mexique un mets apprécié.

Les cultures de céréales sont sujettes à de nombreuses maladies bactériennes, fongiques ou virales, qui peuvent affecter les rendements ou la qualité des grains.
Historiquement, la première bactériose des céréales, décrite en 1895, a été la maladie de Stewart. Cette maladie, qui affecte le maïs et sévit aux États-Unis où elle est transmise par l'altise du maïs peut anéantir une récolte.
Parmi les maladies virales, la plus répandue est probablement la jaunisse nanisante de l'orge, qui affecte principalement l'orge et l'avoine, mais aussi le blé, le maïs et le riz. Elle a été signalée dans toutes les régions céréalières du monde.
Les maladies fongiques, les plus nombreuses, se répartissent en plusieurs groupes : les maladies charbonneuses, les rouilles, les piétins, l'oïdium et les fusarioses. S'y ajoutent les agents de la fonte des semis, champignons présents dans le sol ou à la surface des grains.
Les fusarioses, dues à des champignons du genre Fusarium, affectent de nombreuses céréales : blé tendre, blé dur, avoine, seigle, triticale, maïs et sorgho. Elles réduisent le rendement des cultures, mais peuvent aussi contaminer les grains par des mycotoxines dangereuses pour l'homme et l'animal.
Le charbon du maïs, qui infecte le maïs cultivé, se développe dans les épis, dont il transforme les grains en une poudre noire de tissus fongiques. Au Mexique, où ils sont historiquement appréciés depuis les Aztèques, ces épis charbonneux, appelés huitlacoche, sont considérés comme un mets délicat.

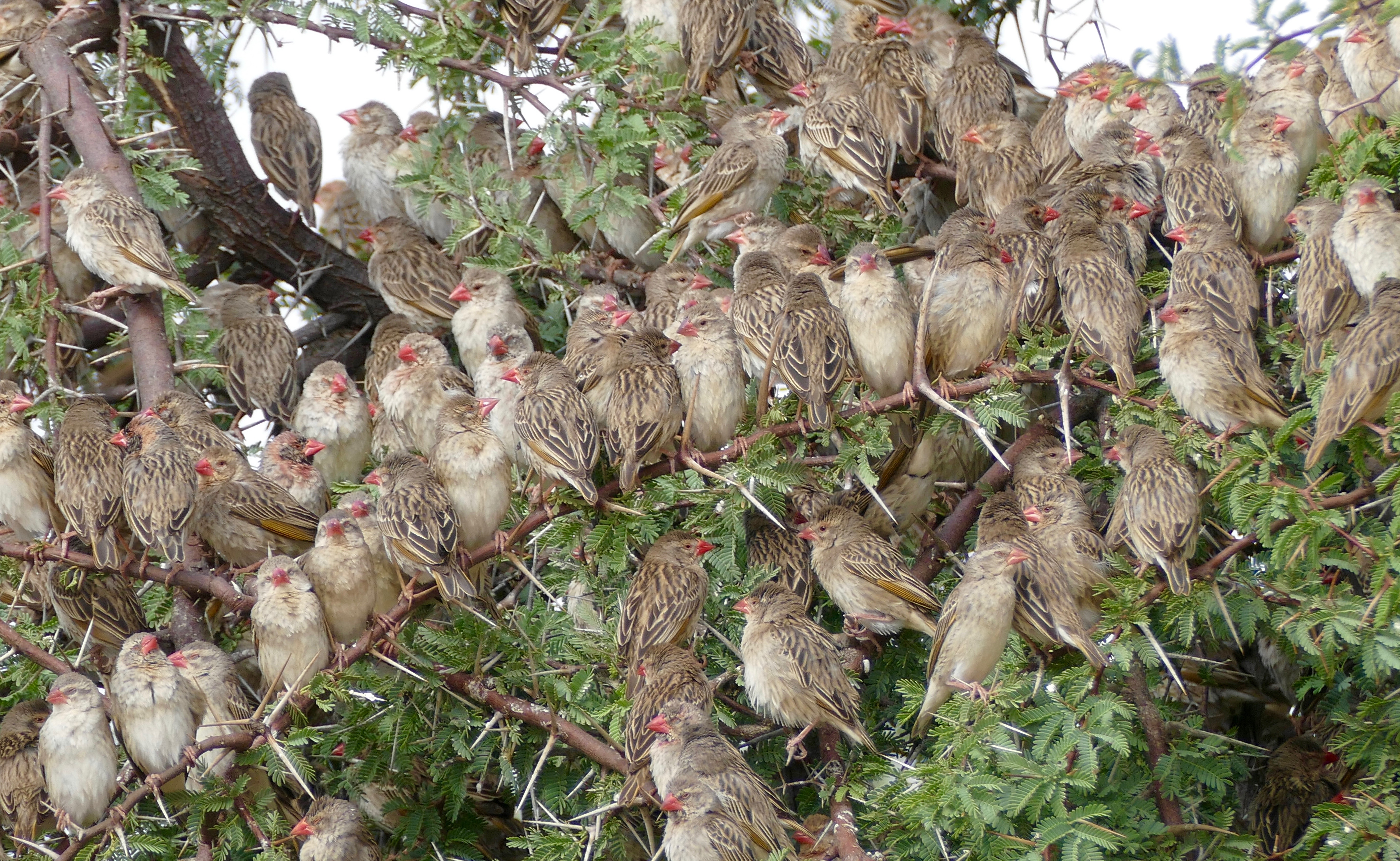
Colonie de mange-mil.

Les ravageurs des céréales appartiennent à de nombreuses espèces animales, principalement parmi les invertébrés, insectes et acariens, et les vers ronds de la classe des nématodes, mais aussi parmi les vertébrés, des oiseaux et des mammifères, notamment les rongeurs. Ces ravageurs peuvent causer des dégâts importants au plantes sur pied mais aussi aux grains entreposés,.
Parmi les oiseaux, un ravageur des céréales redouté en Afrique subsaharienne est le travailleur à bec rouge ou mange-mil (Quelea quelea). Ce passereau à régime granivore, vit en colonies denses, et cause des dégâts aux cultures de céréales, notamment dans les rizières.

## Aspects environnementaux et sanitaires

### Besoins en eau douce
La culture des céréales nécessite de très grandes quantités d'eau douce. En moyenne, l'ordre de grandeur est de 1 000 tonnes d'eau pour une tonne de céréales soit 1 tonne d'eau pour 1 kg de céréales. Ce chiffre est néanmoins très variable selon les céréales. Par exemple, le blé et surtout le riz  nécessitent plus d'eau que le maïs.
En moyenne, dans le monde, il faut :
- pour produire 1 kg de blé : 1 827 litres d'eau [43] ;
- pour produire 1 kg de maïs : 1 222 litres d'eau [44] ;
- pour produire 1 kg de riz : 2 497 litres d'eau [45].

Les besoins en eau sont à relativiser pour les céréales d'hiver en climat tempéré, elles reçoivent la plupart du temps suffisamment d'eau pendant leur période de végétation. Les pluies hivernales abondantes peuvent provoquer l'asphixie des racines dans les cultures placées sur sous-sol imperméable.

### Autres aspects
La culture des céréales a modifié et créé de vastes paysages dans le monde. Depuis quelques décennies, ses impacts sur la biodiversité et la santé se sont accrus à cause de surfaces croissantes, mais aussi d'un usage important d'engrais, de pesticides (insecticides, fongicides, désherbants…) et de l'arrosage et de l'irrigation ou du labour.
L'agriculture bio, la lutte intégrée, un néobocage et diverses méthodes alternatives cherchent à diminuer ces impacts. Des essences végétales pourraient par exemple remplacer certains pesticides de synthèse.

## Transport

### Transport maritime
Les céréales, et les grains plus largement, sont certainement l'un des premiers types de fret à avoir été transportés par voie maritime.
Le transport de ce type de fret, en mer Méditerranée, à l'époque de la Rome impériale, est bien documenté et montre qu'il existait déjà une véritable industrie du transport maritime des grains avec ses ports et ses navires spécialisés.
Aujourd’hui le transport maritime des grains est globalisé et essentiellement assuré par des vraquiers. Plus anecdotiquement, il est aussi possible de transporter le grain en container. Le transport en sac a, en revanche, quasiment disparu.

#### Navires

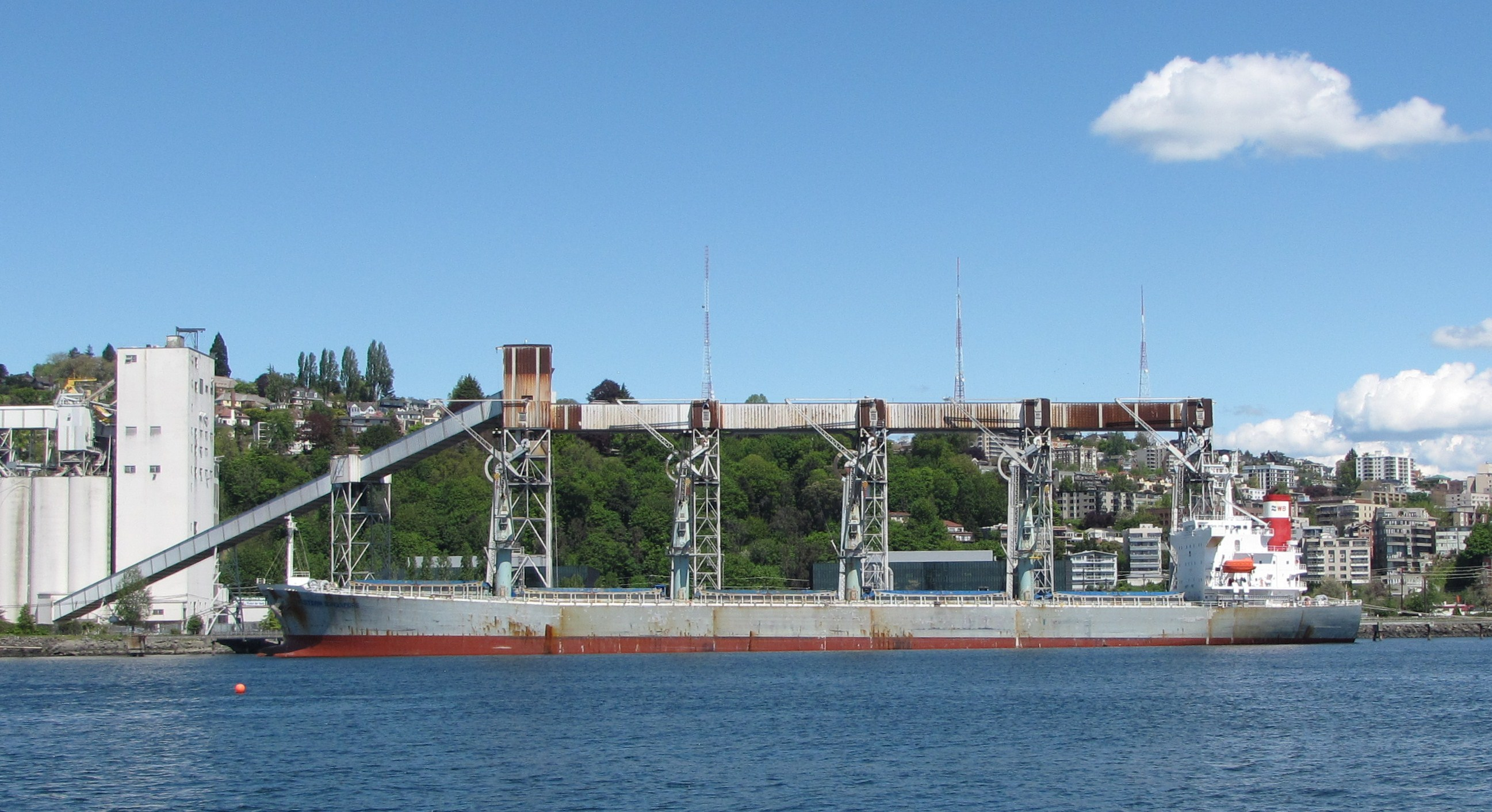
Vraquier au terminal à grain.

Les vraquiers utilisés dans le transport de grains sont généralement de type Handy size et Panamax, c'est-à-dire des navires de tailles modestes mais qui ont l'avantage de pouvoir se rendre dans la majorité des ports du monde.
L'utilisation de cette taille de navire s'explique par la parcel size. Dans le transport du grain, celle-ci est la plupart du temps comprise entre 25 000 et 60 000 tonnes. Le chargement s'effectue à l'aide de grues ou de chutes directement dans les cales.

### Dangers du transport maritime de grain
Les principaux dangers associés à ce type de cargo, pour le navire et son équipage, sont de deux ordres :

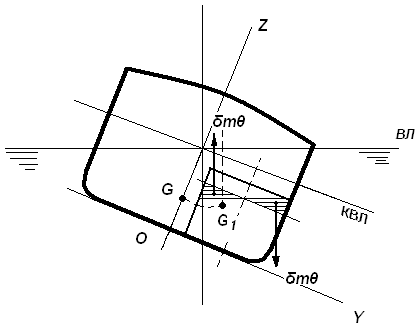
Effet de surface libre

Premièrement, il y a les dangers relatifs au comportement physique du grain qui, sous bien des aspects se rapproche de celui d'un liquide et ensuite il y a des dangers dus au fait que le grain est un cargo « vivant ».

#### Problème de stabilité
Le grain, s'il est libre de se mouvoir avec les mouvements du navire, va se comporter comme un liquide. C'est-à-dire qu'il va créer un effet de carènes liquides.
Cela va fortement réduire la stabilité du navire. Elle pourra, dans des cas extrêmes, devenir négative et causer le chavirement de ce dernier.
Comme pour les liquides, ce phénomène n'existe pas si la cale est très peu remplie ou entièrement remplie. Aussi cherchera-t-on toujours à charger les cales au maximum et on veillera à ce que le niveau de grain ne descende pas trop avec le tassement de celui-ci.
On veillera également à tasser le cargo afin de maximiser l'angle de gite sous lequel le cargo bougera. Si le grain est correctement égalisé, cet angle sera l'angle de repos.
Ce danger est si important qu’il a, en partie, justifié l’adoption du International Code for the Safe Carriage of Grain in Bulk par l’OMI

#### Appauvrissement en oxygène et oxydation
Le grain est un cargo vivant qui connaît une respiration cellulaire, c'est-à-dire que de l'oxygène va être absorbé et, en retour, du CO2, de l'humidité et de l'énergie (chaleur) seront produits. Ce phénomène sera exacerbé par le développement de moisissures, qui respirent également, ou par l'infestation du cargo.
La combinaison du manque d'oxygène et de la présence de CO2 dans des espaces clos (cales) accroissent le risque de suffocation pour toute personne qui pénétrerait dans cet espace.
De plus, le phénomène de respiration cellulaire mais aussi le phénomène d'oxydation sont des réactions exothermiques. Dans certains cas, il peut arriver qu'on dépasse les 100 °C et qu'on en arrive au point de combustion spontanée avec développement d'un feu couvant. Si on en arrive là, il faudra généralement inonder la cale et la cargaison sera perdu. Le phénomène est aggravé si le milieu est humide et chaud, une attention particulière est donc requise pour les cales à proximité des citernes de fioul qui seront chauffées. La qualité du grain est aussi un élément important. Un grain moissonné avant maturité sera plus humide, de même qu'un grain arrivé mais moissonné après des précipitations sans avoir suffisamment séché. Les deux peuvent faire fermenter le grain et le faire « chauffer ».
Le risque de combustion spontanée est surtout présent avec les graines oléagineuses car l'huile contenue a un potentiel calorifique plus important.

#### Divers
Il existe également d'autres risques plus marginaux.
Lors du transfert, la production de poussière à une granulométrie particulière et dans les quantités stœchiométrique peuvent faire de cette atmosphère un explosif puissant comme dans le cas des coups de poussiers dans les mines. Les transferts sont donc particulièrement surveillés (concentration des poussières) et la mise à la terre impérative pour éviter tout risque d'étincelles.
À titre plus anecdotique, il faut faire attention lors de la fumigation. On a déjà vu des feux démarrer dans un cargo de grain à la suite d'une fumigation.
On observe aussi des dilatations de cargo : par suite d'une humidité trop importante, le cargo se dilate et cause d'importants dégâts à la structure du navire.

#### Commerce maritime
Dans l'économie maritime, le grain fait partie du secteur des vracs principaux (major bulks), aux côtés, entre autres, du charbon et du minerai de fer. Ce secteur représentait, en 2014, près 3 112 millions de tonnes transportées soit près de 30 % de l'ensemble du commerce maritime. Le grain ne représente cependant qu'un faible pourcentage, de ce montant et les quantités transportées ont la particularité de rester stable d'année en année, entre 250 et 300 millions de tonnes.
Il n'est pas aisé d'établir une carte des échanges maritimes de grains car les centres d'importations et d'exportations sont, à l'exception de l'Afrique, relativement distribués dans le monde. On peut cependant dire que les exportateurs principaux sont l'Europe (UE, Ukraine, Russie), le Canada et les États-Unis tandis que les principaux importateurs sont le Japon, la Chine, le Mexique, l'Iran et le Maghreb.

##### Liste non exhaustives de ports d'importation
| Pays         | Port       | Tonnes importées pour l'année 2014 |
| ------------ | ---------- | ---------------------------------- |
| Pays-Bas     | Rotterdam  | 8 570 000                          |
| Belgique     | Gand       | 1 490 238                          |
| Belgique     | Anvers     | 584 241                            |
| Chine        | Quingdao   | 19 362 330                         |
| Chine        | Nanjing    | 14 877 976                         |
| Japon        | Kobe       | 3 277 133                          |
| Japon        | Nagoya     | 2 798 879                          |
| Corée du Sud | Busan      | 1 333 720                          |
| Taïwan       | Kaohsiung  | 4 735 796                          |
| Égypte       | Alexandrie | 2 937 620                          |
| Brésil       | Santos     | 1 429 091                          |

##### Liste non exhaustives de ports d'exportation
| Pays       | Port            | Tonnes exportées pour l'année 2014 |
| ---------- | --------------- | ---------------------------------- |
| États-Unis | South Louisiana | 43 826 981                         |
| Canada     | Vancouver       | 19 617 621                         |
| Brésil     | Santos          | 25 096 145                         |
| Argentine  | Rosario         | 6 100 401                          |
| Australie  | Fremantle       | 4 686 000                          |
| Roumanie   | Constanta       | 17 420 547                         |
| Russie     | Novorossiysk    | 7 434 800                          |
| Belgique   | Anvers          | 376 545                            |

## Les céréales dans la peinture
Très présentes dans la vie quotidienne de l'humanité, les céréales ont inspiré de nombreux peintres à différentes époques. Elles sont également souvent représentées en héraldique, dans les blasons ou les ornements extérieurs de ces derniers.

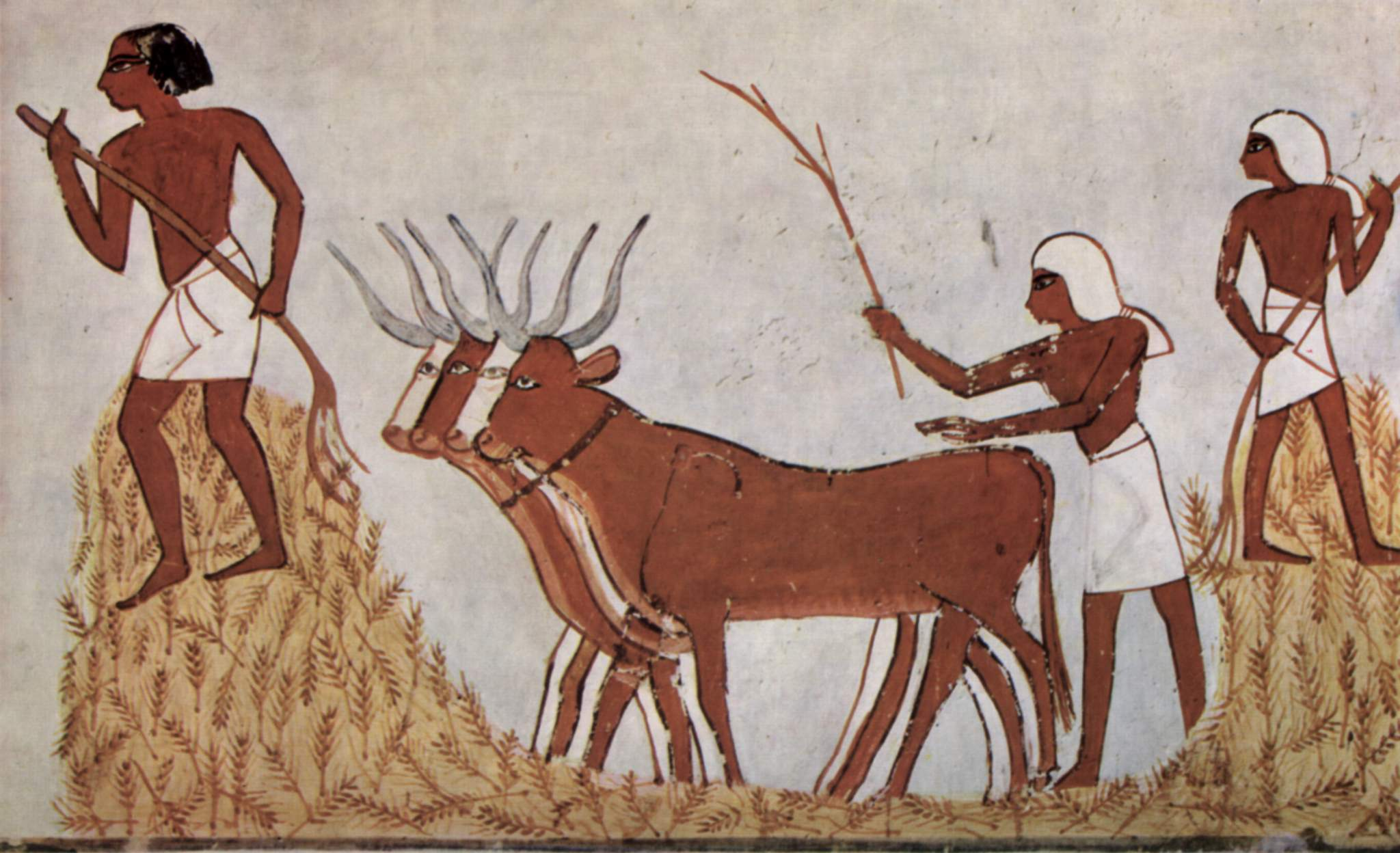
Tombeau de Menna (Égypte antique, XVIIIe dynastie), scène de battage du grain.
Pieter Brueghel l'Ancien, La moisson (1565), Metropolitan Museum of Art (New York).
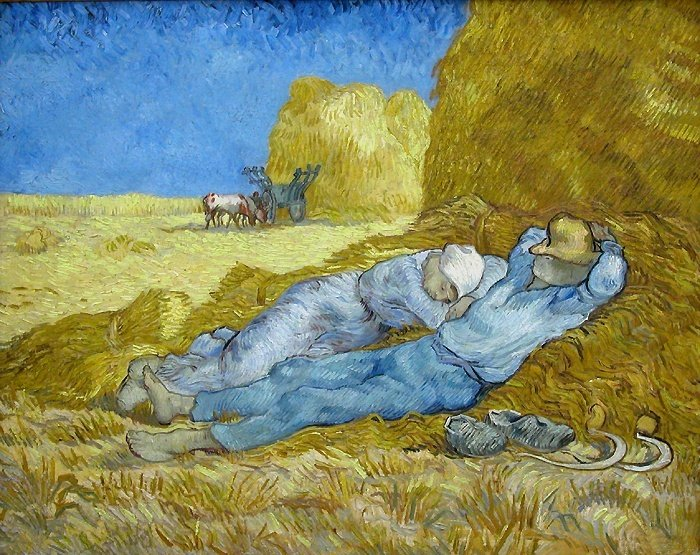
Vincent van Gogh, La Méridienne ou La Sieste (1890-1891), musée d'Orsay (Paris).
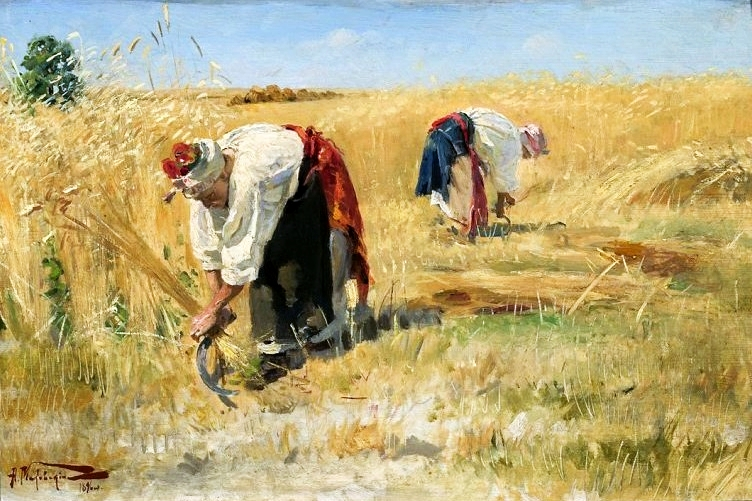
Alexandre Makovski, La Récolte (1885), musée national de Varsovie.

#### Histoire
- Samuel Leturcq, La vie rurale en France au Moyen Âge, Paris, Colin, 2004.
- Monique Bourin-Derruau, Temps d'équilibres, temps de ruptures, Paris, éditions du Seuil, 1990.
- Claude Gauvard, Alain de Libera, Michel Zink (dir.), Dictionnaire du Moyen Âge, Paris, Presses Universitaires de France, 2002 : articles « famine », « céréaliculture ».
- Fernand Braudel, Civilisation matérielle, économie et capitalisme (XVe – XVIIIe siècles), trois tomes, Paris, Armand Colin (livre de poche), 1979.
- Alain Bonjean et Benoît Vermander, L’Homme et le grain : Une histoire céréalière des civilisations, Paris, Les Belles Lettres, 2021 (ISBN 978-2-251-45235-7).
- Éric Birlouez, Petite et grande histoire des céréales et légumes secs, Éditions Quæ, coll. « Carnets de sciences », 2022, 192 p. (ISBN 9782759234776).

#### Généralités
- Jean-Paul Collaert, Céréales : La plus grande saga que le monde ait vécue, Rue de l'échiquier, 2013, 639 p. (ISBN 9782917770450).
- Mireille Gayet, Grand traité des céréales & pseudocéréales : avec 140 recettes, Paris, Le Sureau, coll. « Petits et grands traités », 2016, 343 p. (ISBN 9782364021358).
- Jean-Claude Baudet, Les céréales mineures, Paris, Agence de coopération culturelle et technique (ACCT), 1981, 134 p. (ISBN 9789290280286).
- (en) J. F. Redhead, M. Boelen, Utilization of Tropical Foods: Cereals : FAO food and nutrition paper, t. 1, FAO, coll. « Utilization of Tropical Foods, Food and Agriculture Organization of the United Nations », 1989, 114 p. (ISBN 9789251027745, lire en ligne).